# Костенко Анатоль Ілліч
Костенко Анатоль Ілліч (нар. 17 (4) серпня 1908, Балаклія — пом. 28 лютого 1997, Київ) — український письменник і літературознавець. Досліджував головним чином творчість Т. Шевченка і Лесі Українки. Член «Плугу» і Спілки письменників України (1935). Чоловік Тамари Іванівни Цвелих.

## Біографія
1931 року закінчив Полтавський інститут народної освіти. З 1932 року виступав з літературно-критичними статтями. Працював з 1936 у київській філії Інституту літератури АН УРСР (Харків). 
1937 був заарештований групою НКВД СССР, неправно засуджений до 10 років концтаборів, утримували на Колимі, реабілітований 1955 року.
Після реабілітації оселився в Києві та повернувся до активної творчої праці. У тих часах опубліковано його книги:
- «Мемуарні матеріали як джерело вивчення біографії Шевченка» (1958),
- «Співачка досвітніх вогнів» (1963),
- «Шевченко в мемуарах» (1965),
- «Леся Українка» (художня біографія, 1971,1985), «Леся Українка» (серія «ЖЗЛ», 1971),
- «Оживуть степи. Тарас Шевченко за Каспієм» (у співавторстві з Є. Умірбаєвим, 1977, 1984),
- «Андрій Малишко: Біографічна повість» (1981, 1988),
- «За морями, за горами» (1984),
- «Лічу в неволі дні і ночі» (1987)